# Vox
Vox是美国沃克斯传媒旗下的新闻评论网站，持自由主义立场。网站于2014年4月由以斯拉·凯恩、马修·伊格莱西亚斯和梅丽莎·贝尔创办，特点是解释性新闻。Vox还拥有一个YouTube频道、多个博客节目，也和Netflix合作打造五档节目。

## 历史
Vox成立前，以斯拉·克莱因是《华盛顿邮报》旗下公共政策博客“Wonkblog”的主编。一开始，他打算向报社编辑筹集资金创办新网站，然而提议遭到拒绝，于是在2014年1月离开报社，供职于另一家通讯公司沃克斯传媒。《纽约时报》形容沃克斯传媒是“一家打造媒体的技术型公司”，而非一家站在“传统媒体”对立面的企业。克莱因利用自己的职务成立Vox，为网站聘请新的记者。他希望“改善新闻技术”，打造一个令新闻通俗易懂的网络平台。网站团队的20人都是各自话题领域的专家，他们包括《Slate》的马修·伊格莱西亚斯、梅丽莎·贝尔，以及克莱因在《华盛顿邮报》时的同事。网站于2014年4月6日正式上线，克莱因担纲主编。
克莱因在开篇社论《政治是如何愚弄我们的》（"How politics makes us stupid"）中，援引了耶鲁法学院教授丹·卡汉的民众保护自己不受与自己核心信念冲突的信息威胁的理论，表达他个人对政界两极分化现状的苦恼。
2016年6月，Vox暂停网站作者埃米特·雷森职务。雷森曾在推特上发布多条号召制造骚乱反对特朗普的推文，其中6月3日的一条敦促人们：“如果特朗普来到你的镇上，只管骚乱吧。”推文发布的第二天，加利福尼亚州圣荷西的反唐纳·川普抗议运动演变成暴力冲突。同年，伊丽莎白·普兰克获聘为网站的政治记者，她在2017年上线了与沃克斯传媒合作的系列节目《女性分裂合众国》（Divided States of Women）。
2017年9月，克莱因发布声明，宣布退居普通编辑行列，总编位置由劳伦·威廉姆斯接替。2020年底，克莱因、威廉姆斯与伊格莱西亚斯相继离开Vox。2021年3月，《大西洋杂志》常务编辑斯瓦蒂·沙玛出任Vox总编。

## 内容
Vox的创始编辑表示，网站力求用一般在传统新闻来源中找不到的背景信息来解释新闻。为了重新使用在2014年重新发布前的作品，Vox打造了金丝雀亮黄色的“堆叠式卡片”，提供一篇文章的背景和术语定义。这些卡片将会以“一个人用些许态度创建的维基页面”的形式永久留存。例如，术语“保健交易”（insurance exchange）可能会在患者保护与平价医疗法案的报道中重复使用。
由于Vox采用沃克斯媒体的Chorus内容管理系统，记者可以轻松创作带有复杂视觉效果和转场效果（例如随着读者滚动页面而改变的照片）的文章。沃克斯媒体旗下网站的目标群体是收入六位数、受过教育、屋主不超过35岁的家庭。

### 影片
Vox自2014年起在YouTube设立同名频道，定期发布针对新闻和信息主题的影片。这些影片通常附在网站的文章中，所涵盖主题一般与网站文章的常规主题相似。截至2020年1月15日，频道获得711万人订阅，17亿次观看。内容主要围绕时事、特定事件时间轴及有趣知识。
2018年5月，Vox联合Netflix推出周播电视节目《流行大百科》。由于该节目获得不错的反响，双方之后又推出了衍生节目《头脑解密》、《性爱解密》、《冠状病毒解密》和《投票选举解密》。

### 播客
Vox的员工开设了十档播客节目：
- 《杂草集》（The Weeds）：双周播圆桌会议型播客，由克莱因、伊格莱西亚斯、健康政策记者莎拉·克里夫（Sarah Kliff）、移民记者达拉·林德（Dara Lind）和高级政治记者简·考斯顿（Jane Coaston）联袂主持，聚焦美国国内新闻及公共政策的细节[31][32][33]。
- 《以斯拉·凯恩秀》（The Ezra Klein Show）：双周播专访型播客，每期凯恩会采访政界及媒体界嘉宾[34]。
- 《猎奇大观》（I Think You're Interesting）：由Vox“泛评家”艾米丽·范德沃夫（Emily VanDerWerff）主持，采访艺术界、娱乐界和流行文化界人物[31][35]。
- 《世界说》（Worldly），周播圆桌会议型播客，关注美国海外政策及外交事务，由Vox外交及安全政策作者詹妮弗·威廉姆斯（Jennifer Williams）、扎克·波尚（Zach Beauchamp）和亚历克斯·沃德（Alex Ward）主持，约奇·德瑞岑（英语：Yochi Dreazen）曾任主持[31][36]。
- 《影响论坛》（The Impact），周播故事播客，由克里夫主持，探讨执行中政策决定的影响[37]。
- 《今日新鲜事》（Today, Explained），日播播客，肖恩·拉马斯瓦拉姆（Sean Ramaswaram），简明解释新闻术语[31][38]。
- 《未来畅想》（Future Perfect），周播播客，迪伦·马修斯（Dylan Matthews）主持，探讨能够彻底改变世界的潜在挑衅性想法，经常谈论跟有效利他主義有关的想法[39][40][41]。
- 《黄金时间》（Primetime），艾米丽·范德沃夫主持的短期播客，聚焦电视媒体与总统任期的关系，每周播出[31][42]。
- 《重置》（Reset），艾丽尔·杜海姆-罗斯（Arielle Duhaime-Ross）主持的周播播客，每周二、周四和周日播出，聚集科技界的最新资讯[31][43]。
- 《流行空间》（Switched on Pop），音乐学家内特·斯隆（Nate Sloan）和词曲作者查理·哈丁（Charlie Harding）主持的周播节目，探讨流行音乐文化现象[31][44]。

## 评价
2014年3月，网站尚在试运营阶段，保守主义时事评论员埃里克·埃里克森批评国债“并不成问题”的视频。
网站上线便获得媒体纷纷关注。差不多同一时间，FiveThirtyEight和《纽约时报》的“The Upshot”等其他几家数据和科普网站上线。外界指网站的特点标题党式标题增强了共享性，类似于“时事维基百科”。
上线后不久，保守主义作家大卫·哈桑尼在《联邦主义者》杂志的文章《Vox是如何愚弄我们的》（"How Vox makes us stupid"）中，批评网站的“解释性新闻”概念，指该站别有用心地甄选事实，所谓“解释性新闻”固有地排除了相反和不同的观点。《本周》的帕斯卡-伊曼纽尔·高布里（Pascal-Emmanuel Gobry）指出网站制造“用问答形式伪装的偏袒性评论”，批评网站的创始阵容“大多数由意识形态上倾向自由主义的人士组成”。该刊的龙·斯派思（Ryu Spaeth）描述了网站的运作：“它从本质上采集新闻（换而言之是给定时间中发生在世界上的事件），把它放入吸引年轻、自由主义受众的框架”。
《经济学人》评论了凯恩的开篇社论，表示网站“光明、有前途”，网站“提供更多，更好，更清晰的信息”的前提“非常值得尊敬”，将网站的使命与约翰·济慈的消极能力作积极的评价。2014年12月，Deadspin网站发表文章详细列出Vox每次纠正文章的事实性错误的情况。《华盛顿邮报》评论人克里斯托弗·J·哈珀批判网站的报道多次出错。
《纽约时报》的大卫·卡尔认为凯恩跟其他“著名记者”离开报社打造Vox等数字初创公司，如同沃尔特·莫斯伯格和卡拉·斯威舍创办Recode、戴维·波格和纳特·西尔弗。2015年，怀疑调查委员会向朱莉娅·贝鲁兹颁发罗伯特·B·巴雷斯批判性思维奖（Robert B. Balles Prize for Critical Thinking），表彰他在Vox的工作。
Vox的社论持自由主义立场。《纽约时报》专栏作者罗斯·格雷戈里·多塞特在2016年认为网站“大体上是自由主义”。

### 奖项
Vox的原创节目获得国家电视艺术与科学学院颁发的新闻及纪录片艾美奖认可。其中，2017年纪录片《2016年奥运会：里约不愿让世界看到的一面》（2016 Olympics: What Rio Doesn't Want the World to See）获得“最佳新闻特辑”奖提名，《Vox正流行》（Vox Pop）获“最佳艺术、文化和娱乐报道”和“最佳视觉设计和美术指导”两项提名，《穆斯林的隐秘生活》（The Secret Life of Muslims）获得“最佳纪录短片”提名。2018年，《无边界》（Borders）获得“新闻类最佳视频新闻”提名，《余音绕梁》（Earworm）获得“最佳视觉设计和美术指导”和“艺术、生活方式和文化类节目最佳新效果”提名。2019年，《余音绕梁》再度获得“艺术、生活方式和文化类节目最佳新效果”提名。

## 浏览量
2014年7月，Vox获得820万独立访客。2019年8月估计的访客量达3340万。
2017年接受尼曼新闻基金会采访时，凯恩表示：“我们非常仔细地观察读者数据，发现读者没有向我们表明或暗示我们压倒性地解读政治领域的一侧或其他方面，这很好......总体上，我们的观众有点偏左，但不是严重地偏向。”